# Kingussie
Kingussie ([kɪŋˈjuːsi]), schottisch-gälisch: Ceann a’ Ghiùthsaich ([ˈkʲʰaun̴̪ ə ˈʝuːs̪ɪç]) ist eine Kleinstadt in den schottischen Highlands. 

## Geografische Lage
Kingussie liegt am Oberlauf des Spey im Cairngorms-Nationalpark. Die Stadt gehört zum Highland-Council-Bezirk (ward) von Badenoch und Strathspey und ist der Hauptort des Distrikts (district) Badenoch. Nachbarorte sind Newtonmore fünf Kilometer südwestlich oberhalb und Kincraig zehn Kilometer nordöstlich unterhalb am Spey. Das touristische Zentrum Aviemore liegt knapp 20 Kilometer nordöstlich.

## Geschichte
Kingussie ist eine Verballhornung des  gälischen Namens Ceann a’ Ghiùthsaich; dies bedeutet Kopf des Kiefernwaldes. 
Ursprünglich lag der Ort gut einen Kilometer weiter südlich, in der Nähe der Ruinen der Ruthven Barracks. Er wurde verlegt, um den Überschwemmungen in den Marschen des Spey zu entgehen. 

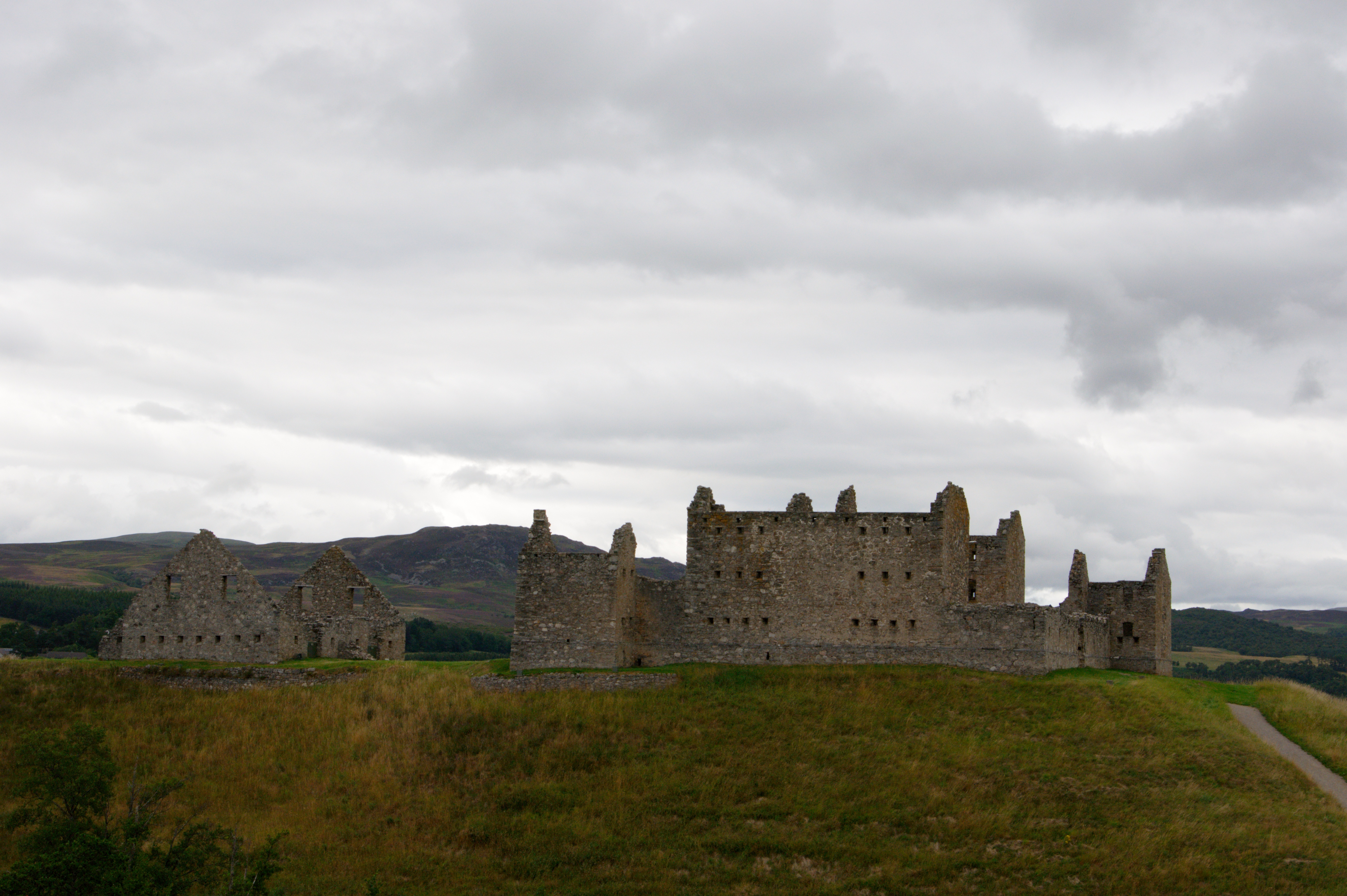
Ruthven Barracks

Im frühen 12. Jahrhundert erbaute das Adelsgeschlecht der Comyn eine hölzerne Burg auf dem Hügel, auf dem heute die Ruinen stehen. 1371 erwarb Alexander Stewart, der „Wolf of Badenoch“, diesen Besitz. Der Earl of Huntly erbaute die Burg im späten 15. Jahrhundert neu aus Stein. Jakobitische Truppen unter Bonnie Dundee zerstörten sie 1689. Anstelle der Ruine errichtete zwischen 1719 und 1721 das Militär unter dem Königshaus Hannover eine befestigte Garnison, die Ruthven Barracks, um die notorisch unruhigen Highlands unter Kontrolle zu halten – „to preserve the peace and quiet of the country“. Ruthven war eine von vier solchen Garnisonen, die nach dem Jakobitenaufstand von 1715 errichtet wurden, neben Kilcumein in der Nähe von Fort Augustus, Bernera am Sund gegenüber der Insel Skye und Inversnaid am Loch Arklet in den Trossachs. Ruthven beherrschte die strategische Stellung am Zusammentreffen der drei Militärstraßen nach Inverness, Perth und Fort Augustus.
Beim zweiten Jakobitenaufstand konnte sich die Garnison 1745 mit einer 13-köpfigen Besetzung zunächst gegen eine Belagerung durch eine 200 Mann starke jakobitische Truppe behaupten. 1746 unterlag sie jedoch der jakobitischen Hauptmacht und wurde zerstört. Nach der Schlacht von Culloden fanden die geschlagenen jakobitischen Truppen hier ihre letzte Zuflucht. Ihr Anführer Charles Edward Stuart verabschiedete sich mit den Worten: „Let every man seek his own safety in the best way he can.“ Anschließend brannten die Aufständischen die Gebäude nieder.
Heute ist Kingussie ein touristisches Nebenzentrum in der beliebten Ferienregion der Highlands.

## Verkehr
Kingussie liegt an der schottischen Hauptstraße A9, in die hier die A86 einmündet. Der alte Straßenverlauf bildet die Hauptstraße des Ortes. Eine Umgehungsstraße nimmt seit 1979 den Durchgangsverkehr auf.
Der Ort liegt an der Bahnlinie von Edinburgh und Glasgow nach Inverness. Die Züge von ScotRail bieten viele Fahrten pro Tag in diese drei Zentren an. Jeweils einmal täglich verkehrt der Nachtzug Caledonian Sleeper und ein Schnellzug von London North Eastern Railway nach Inverness bzw. London. Der Bahnhof liegt im Ortszentrum etwa 200 m südöstlich der Hauptstraße.

## Sehenswürdigkeiten

### Raitts Cave
Raitts Cave (auch Lynchat; oder schottisch-gälisch An Uaimh Mhor – deutsch „die große Höhle“) ist eines der Souterrains in Schottland. Es liegt nordöstlich von Kingussie, unweit der A9. In der Nähe steht der piktische Symbolstein von Dunachton.

### Ruthven Barracks
Die Ruinen der Ruthven Barracks befinden sich auf einem Moränenhügel am Rande der Flussmarsch; jenseits des Spey in rund 1½ km Entfernung vom Ortszentrum. Eine hohe Außenmauer umschließt einen quadratischen Innenhof. In die Außenmauer integriert sind große Mannschaftshäuser für je 60 Mann sowie ein kleines Gebäude für die oberen Offiziere. Die Garnison wies aber wahrscheinlich zu keinem Zeitpunkt die maximale Besatzung auf. Außerhalb der nordwestlichen Außenmauer steht die Ruine eines aus Steinen gemauerten Stalls für durchreitende Kavallerie. Dieses Gebäude wurde erst nach dem eigentlichen Festungsbau errichtet.

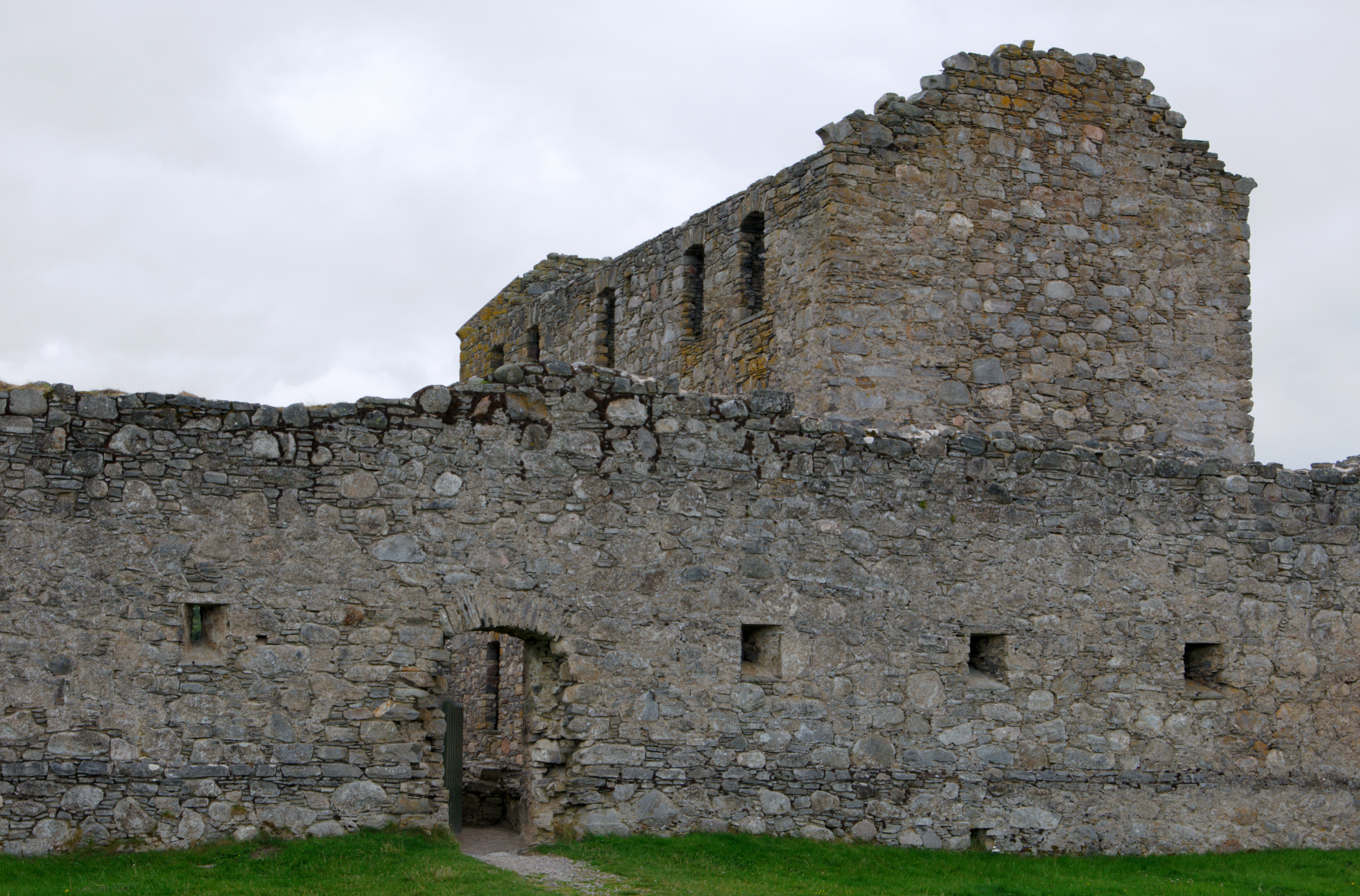
Nördliche Außenmauer und Mannschaftsunterkunft
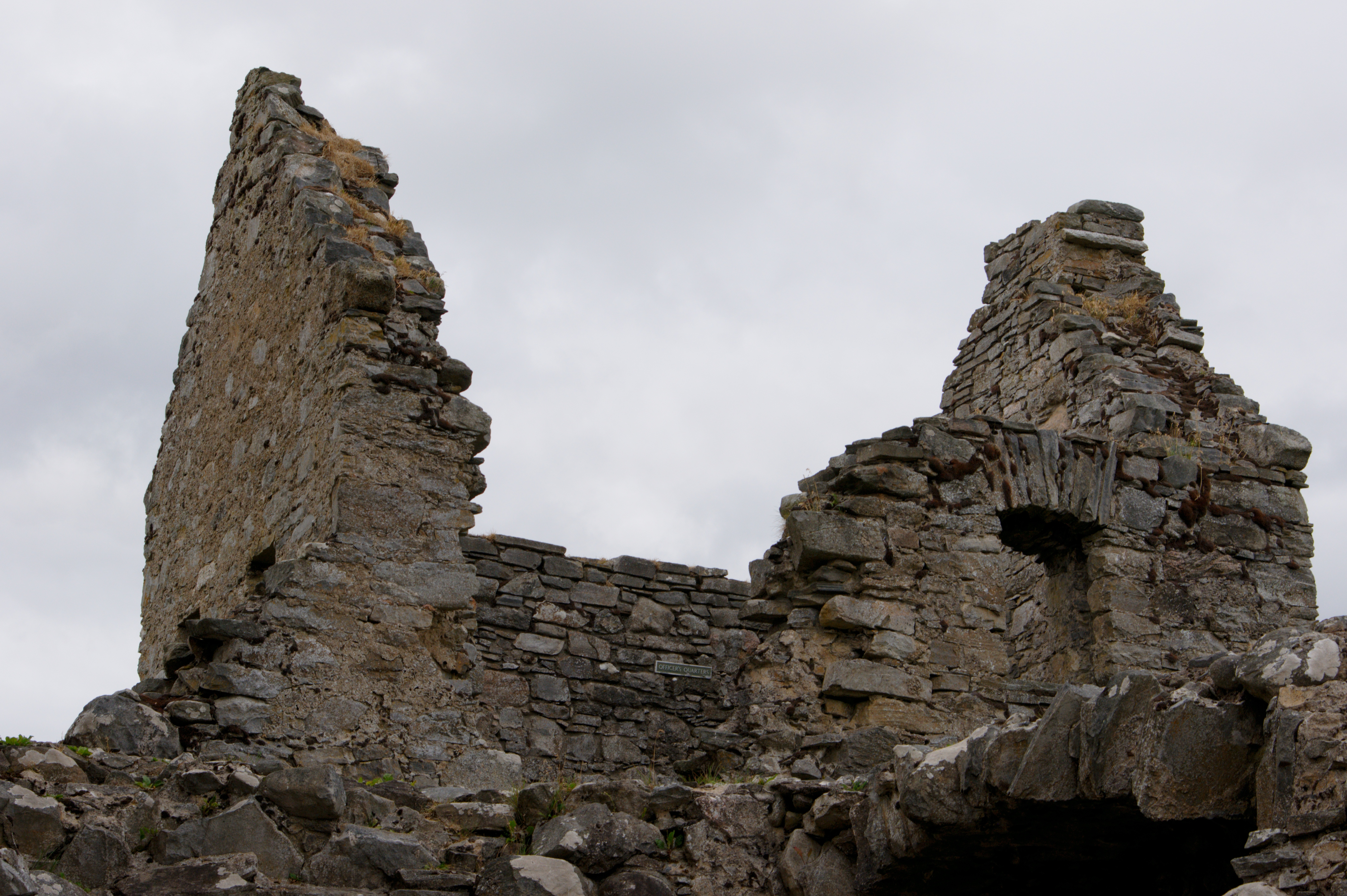
Offiziershaus
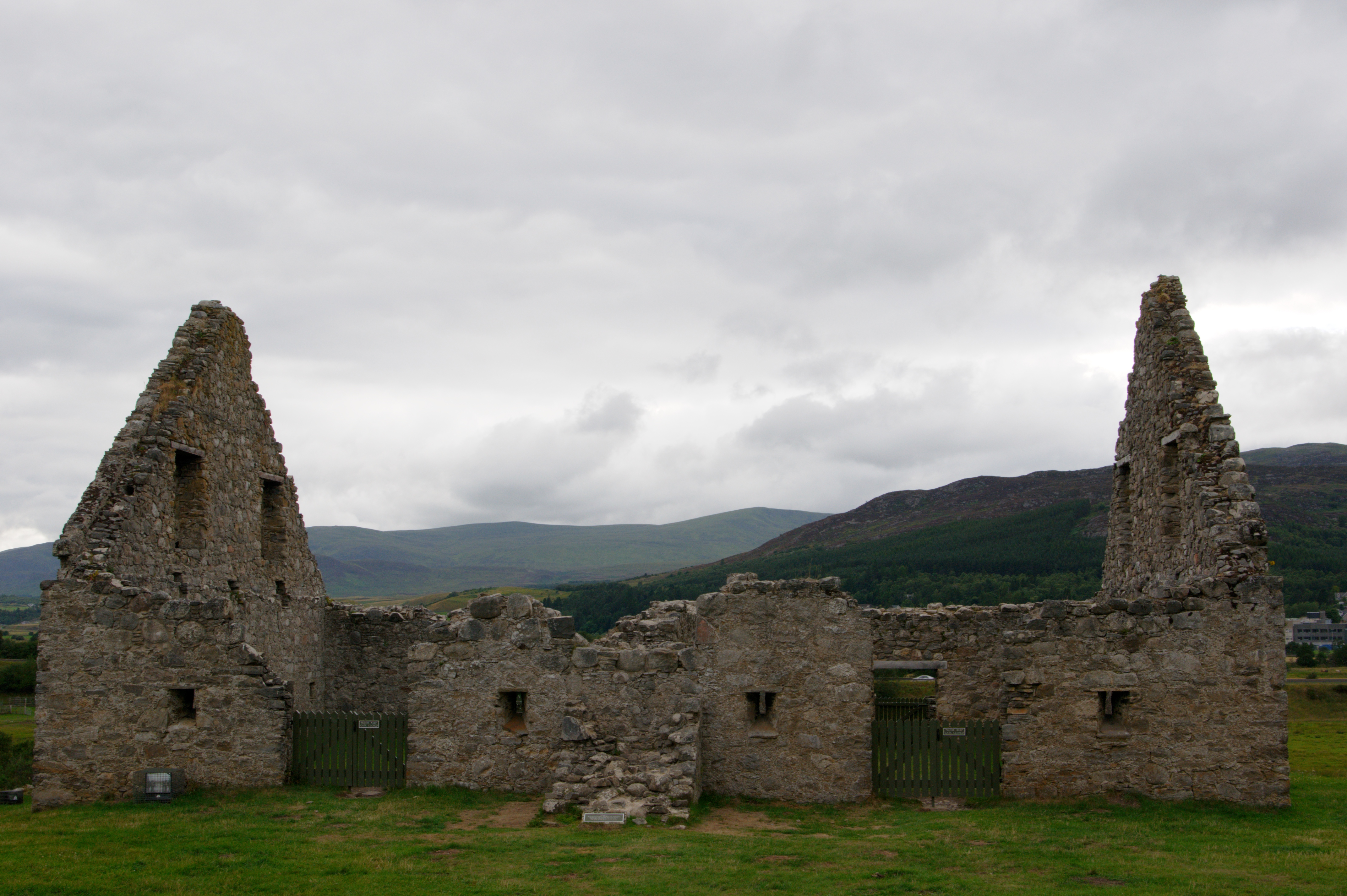
Stallgebäude

### Flussmarschen

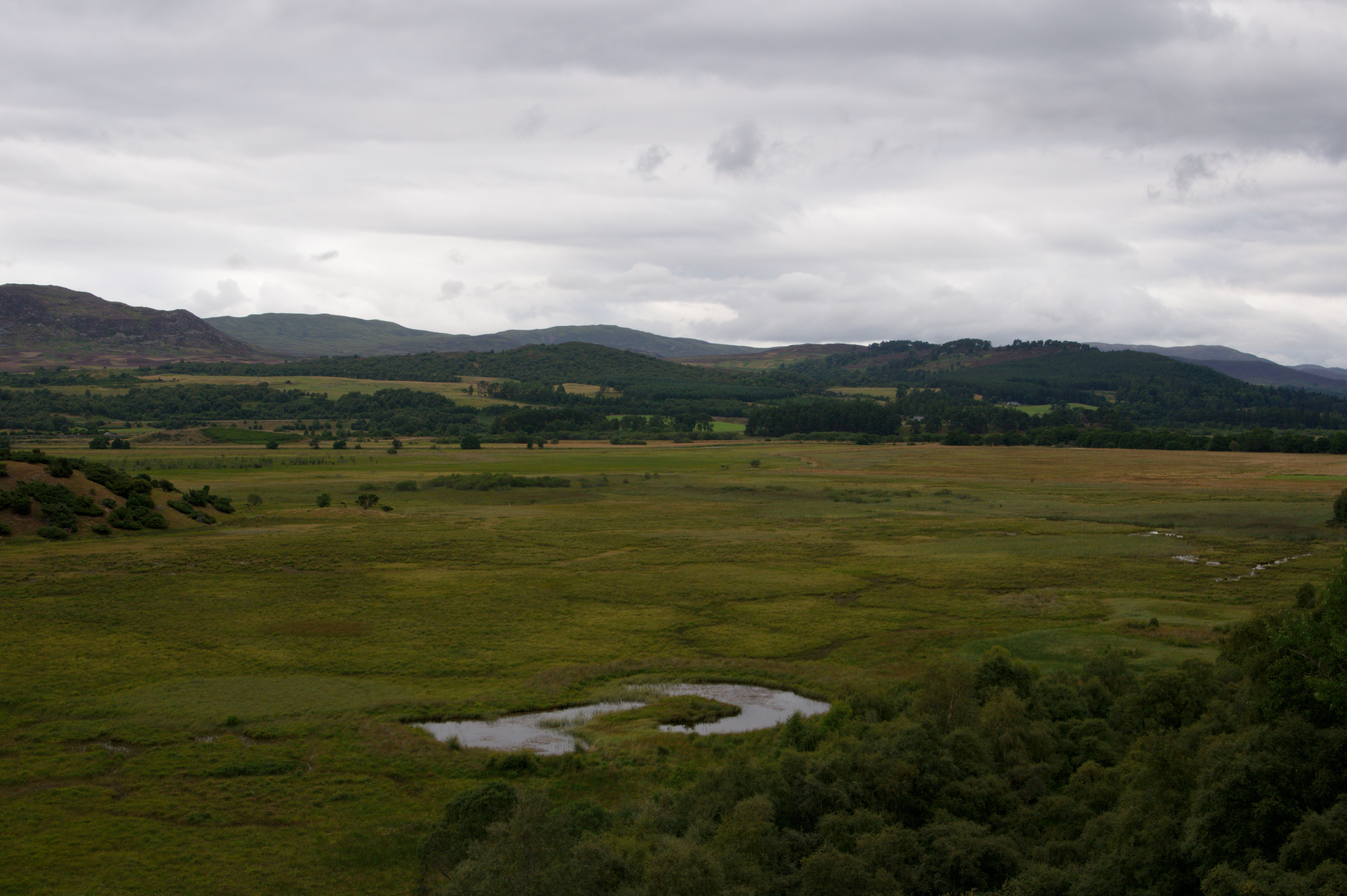
Insh Marshes

Südlich und östlich des Ortes durchläuft der Spey die ausgedehnten Insh Marshes, bevor er rund zehn Kilometer unterhalb in das Loch Insh mündet. Die Marschen selbst sind unwegsam und stehen unter Naturschutz, aber auf dem Moränenabhang, oberhalb naturbelassener Birkenauen, wurden Wander- und Beobachtungspfade eingerichtet; der Lynachnaggan Trail, der Loch Insh Trail und der Invertromie Trail. Diese Pfade sind von einem Parkplatz an der Straße B970, etwa einen Kilometer östlich der Ruthven Barracks gelegen, bequem zu erreichen.
Vom Parkplatz und vom Invertromie Trail führen durch den Auwald hinunter jeweils Pfade zu zwei eigens eingerichteten Beobachtungshütten, von denen aus die Tierwelt der Marschen durch Fenster aus dem Gebüsch heraus beobachtet werden kann, ohne dass die Tiere gestört werden. Mit Glück und Geduld kann man beispielsweise Rotschenkel, Kiebitze, Brachvögel, Wacholderdrosseln, Rehe und Otter beobachten.

### Highland Wildlife Park
Der Highland Wildlife Park liegt ca. acht Kilometer nordöstlich von Kingussie oberhalb der A9, kurz vor dem Nachbarort Kincraig.

## Sport

### Shinty
Der Kingussie Camanachd Club stellt, laut dem Guinness-Buch der Rekorde von 2005, das erfolgreichste Shinty-Team aller Zeiten. Es gewann bis 2005 20 Mal in Folge die Liga. In den frühen 1990er Jahren blieb es vier Jahre in Folge ungeschlagen.

### Natursport

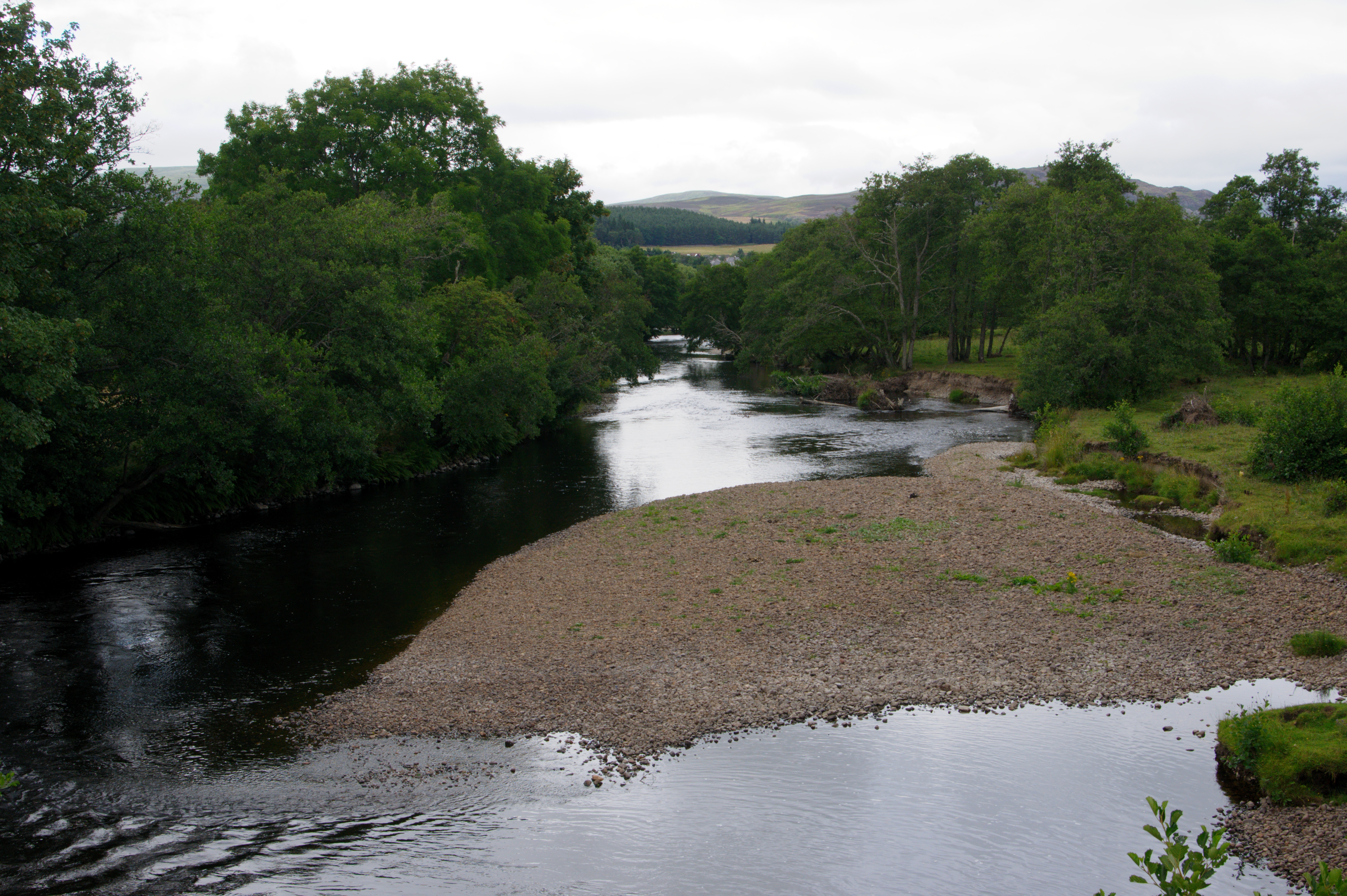
Der Spey bei Kingussie

Das Tal des Spey und die umgebenden Berge der Highlands sind eine beliebte Region für Wanderungen und Fahrradausflüge. Auch bei Anglern und Jägern ist der Ort beliebt.

## Regelmäßige Veranstaltungen
Beim jährlichen Kingussie Food on Film Festival im Winter werden Gerichte der regionalen Küche zubereitet und angeboten. Es wird über Essen und Kochkunst diskutiert, und Filme zu diesem Thema gezeigt.

## Kingussie in Literatur und Medien
Kingussie wird in Compton Mackenzies Romans The Monarch of the Glen erwähnt. Im achten Kapitel spielt das Kingussie Sanatorium, das heutige St. Vincent’s Hospital, eine Rolle.
Danny Boyles BBC-Fernsehserien-Adaption wurde in Kingussie und der umgebenden Region gedreht.

## Persönlichkeiten
- John Leslie (1527–1596), Geistlicher, Bischof von Ross